# 第5期棋聖戦 (囲碁)
第5期棋聖戦（だい5き きせいせん）
囲碁の第5期棋聖戦は、1980年（昭和55年）に開始され、1981年1月から、4連覇中の藤沢秀行棋聖と、挑戦者大竹英雄九段による挑戦手合七番勝負が行われ、藤沢が4連勝で棋聖位を防衛し、5連覇を果たして名誉棋聖の称号の資格を得た。

## 方式
- 参加棋士は、日本棋院・関西棋院の棋士。
- 仕組み
  - 各段優勝戦:初段から九段までの各段で、それぞれトーナメントで優勝を争う。
  - 全段争覇戦:初段から六段までの各段優勝者と七段戦・八段戦上位2名、九段戦ベスト4で、パラマス式トーナメントを行う。
  - 最高棋士決定戦:名人、本因坊、十段、天元のタイトル保持者と、全段争覇戦の上位者、及び棋聖審議会推薦棋士の計9名によるトーナメントで、前期棋聖への挑戦者を決める。
- コミは5目半。
- 持時間は各6時間。挑戦手合七番勝負は各9時間、残り10分から秒読み。
- 優勝賞金

## 結果

### 各段優勝戦・全段争覇戦
各段戦の初段戦では新海洋子が優勝。全段争覇戦では、八段戦優勝の趙治勲が、九段戦準優勝の橋本昌二、九段戦優勝の坂田栄男を破って優勝した。
| 初段戦優勝 新海洋子   | 池崎                  | 池崎                  | 小林                  | 小林                  | 菅野                  | 中村                  | 橋本 | 趙   | 趙 |
| 二段戦優勝 池崎世典   | 池崎                  | 池崎                  | 小林                  | 小林                  | 菅野                  | 中村                  | 橋本 | 趙   | 趙 |
| 三段戦優勝 王銘琬     |                       | 池崎                  | 小林                  | 小林                  | 菅野                  | 中村                  | 橋本 | 趙   | 趙 |
| 四段戦優勝 小林健二   |                       |                       | 小林                  | 小林                  | 菅野                  | 中村                  | 橋本 | 趙   | 趙 |
| 五段戦優勝 新垣武     |                       |                       |                       | 小林                  | 菅野                  | 中村                  | 橋本 | 趙   | 趙 |
| 六段戦優勝 菅野清規   |                       |                       |                       |                       | 菅野                  | 中村                  | 橋本 | 趙   | 趙 |
| 七段戦準優勝 中村秀仁 |                       |                       |                       |                       |                       | 中村                  | 橋本 | 趙   | 趙 |
| 九段戦準優勝 橋本昌二 |                       |                       |                       |                       |                       |                       | 橋本 | 趙   | 趙 |
| 八段戦優勝 趙治勲     | 八段戦優勝 趙治勲     | 八段戦優勝 趙治勲     | 八段戦優勝 趙治勲     | 八段戦優勝 趙治勲     | 八段戦優勝 趙治勲     | 八段戦優勝 趙治勲     | 趙   | 趙   | 趙 |
| 九段戦3位 小島高穂    |                       |                       |                       |                       |                       |                       | 趙   | 趙   | 趙 |
| 七段戦優勝 福井正明   | 七段戦優勝 福井正明   | 七段戦優勝 福井正明   | 七段戦優勝 福井正明   | 七段戦優勝 福井正明   | 七段戦優勝 福井正明   | 七段戦優勝 福井正明   | 関山 | 坂田 | 趙 |
| 九段戦3位 関山利夫    |                       |                       |                       |                       |                       |                       | 関山 | 坂田 | 趙 |
| 八段戦準優勝 茅野直彦 | 八段戦準優勝 茅野直彦 | 八段戦準優勝 茅野直彦 | 八段戦準優勝 茅野直彦 | 八段戦準優勝 茅野直彦 | 八段戦準優勝 茅野直彦 | 八段戦準優勝 茅野直彦 | 坂田 | 坂田 | 趙 |
| 九段戦優勝 坂田栄男   |                       |                       |                       |                       |                       |                       | 坂田 | 坂田 | 趙 |

### 最高棋士決定戦
大竹英雄名人、武宮正樹本因坊、加藤正夫天元、全段争覇戦ベスト4の趙治勲、坂田栄男、橋本昌二、関山利夫と、林海峰の、計8名が出場。決勝三番勝負はこのトーナメント中に名人位を奪取した趙と、奪われたと大竹とで行われ、大竹が2-1で挑戦者となった。
|  | 1回戦    | 1回戦    |          |   | 準決勝 | 準決勝 |  |  | 決勝 | 決勝 |
|  |          |          |          |   |        |        |  |  |      |      |
|  | -        |          |          |   |        |        |  |  |      |      |
|  |          |          |          |   |        |        |  |  |      |      |
|  | 坂田栄男 | ○        |          |   |        |        |  |  |      |      |
|  | 坂田栄男 | ○        | -        |   |        |        |  |  |      |      |
|  | 武宮正樹 | ×        |          |   |        |        |  |  |      |      |
|  | 武宮正樹 | ×        | 坂田栄男 | × |        |        |  |  |      |      |
|  | -        |          | 坂田栄男 | × |        |        |  |  |      |      |
|  |          | 趙治勲   | ○        |   |        |        |  |  |      |      |
|  | 関山利夫 | 趙治勲   | ○        | × |        |        |  |  |      |      |
|  | 関山利夫 |          | -        | × |        |        |  |  |      |      |
|  | 趙治勲   | ○        |          |   |        |        |  |  |      |      |
|  | 趙治勲   | ○        | 趙治勲   | 1 |        |        |  |  |      |      |
|  | -        |          | 趙治勲   | 1 |        |        |  |  |      |      |
|  |          | 大竹英雄 | 2        |   |        |        |  |  |      |      |
|  | 加藤正夫 | 大竹英雄 | 2        | × |        |        |  |  |      |      |
|  | 加藤正夫 | -        |          | × |        |        |  |  |      |      |
|  | 林海峰   | ○        |          |   |        |        |  |  |      |      |
|  | 林海峰   | ○        | 林海峰   | × |        |        |  |  |      |      |
|  | -        |          | 林海峰   | × |        |        |  |  |      |      |
|  |          | 大竹英雄 | ○        |   |        |        |  |  |      |      |
|  | 大竹英雄 | 大竹英雄 | ○        | ○ |        |        |  |  |      |      |
|  | 大竹英雄 |          |          | ○ |        |        |  |  |      |      |
|  | 橋本昌二 | ×        |          |   |        |        |  |  |      |      |
|  | 橋本昌二 | ×        |          |   |        |        |  |  |      |      |

### 挑戦手合七番勝負
藤沢秀行に、藤沢が「一度は戦わなければならぬと思っていた」と言う大竹英雄が挑戦する七番勝負は、1981年1月に開始された。藤沢はこの期に防衛すると5連覇になり、現役引退後に名誉棋聖の称号を名乗れる資格がかかっており、また前年末から断酒して体調を整えて七番勝負に臨んだ。第1局は1月13-14日に高岡市北陸文化ホテルで行われ、白番藤沢が先勝。第2局は1月28-29日に札幌市札幌グランドホテルで行われ、黒番藤沢が苦戦しながらも勝って2連勝。
第3局は2月4-5日に別府市ホテル白菊で行われ、白番藤沢が勝ち。第4局は2月18-19日に新潟市ホテルオークラ新潟で行われ、黒番藤沢が勝って、4連勝で防衛を果たし、名誉棋聖の資格を獲得した。局後に飛行機の中でのインタビューで藤沢は「オレもソウソウたる連中をやっつけたもんだなァ。すこしは知られる碁打ちになったかな」「いまの碁界にには俺より強いやつは見当たらん」「（強さの秘密は）他人に負けないだけの勉強をしてること」「飲んでるときも、碁のことばかり考えている」などと語り、会心のシリーズだったとも述べている。また大竹は「この時の秀行先生は鬼のように強かった。秀行先生のあらゆる芸を盗み、それを後に続く者に伝えるのが私の義務と思って、一局でも多く打ちたかったのですが、まるっきり歯が立たなかった。強さの秘密は、碁に対して達観されていること。それが集中力になっている。棋聖になってからの勉強量もすごい。技術的には、専門家がみんな欲しがっている素晴らしさ-異常感覚、独特の嗅覚を持っていることです」と述べている。 また三越劇場で行われた就位式では、ご機嫌のあまり来賓祝辞の最中に席上で踊り出すと言う一幕もあった。
挑戦手合七番勝負
 （△は先番）

## 対局譜

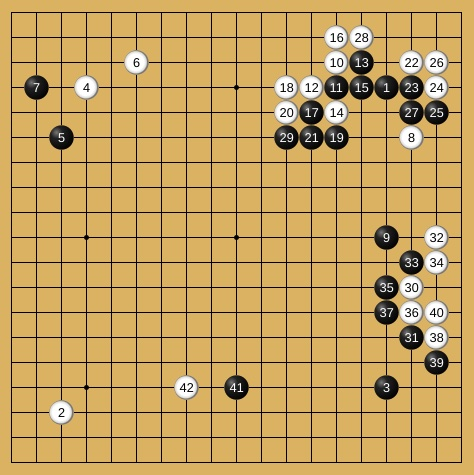
第4局　1-42手

第4期棋聖戦挑戦手合七番勝負第4局 1981年2月19-20日 藤沢秀行棋聖(先番)-大竹英雄九段
藤沢3連勝で迎えた第4局、右上の定石は黒が甘く、お座敷定石と呼ばれて置き碁でアマチュアが打つものとされていた形だが、藤沢は全局的な配置からあえてこの形を選び、続いて黒29の押しが秀行一流の豪壮な一着と言われた、足が遅いが手厚い好手だった。藤沢はこのあとも手厚く打ち進めて、201手まで黒番中推し勝ちとなった。

## 注
1. 1 2  『勝負と芸 わが囲碁の道』
2. ↑  林裕『囲碁風雲録（下）』講談社 1984年
3. ↑  『棋道』1983年1月号 講談社